# Henri Lemaître
Henri Lemaître (1921 - 2003) là một giám mục Công giáo người Bỉ, ông từng là Sứ thần Tòa Thánh tại Việt Nam, Campuchia, Uganda, Đan Mạch, Phần Lan, Iceland, Na Uy, Thụy Điển, Hà Lan.

## Tiểu sử
Giám mục Henri sinh tại Mortsel, Bỉ vào ngày 17 tháng 10 năm 1921.
Ngày 28 tháng 7 năm 1946, ông được thụ phong linh mục.
Ngày 30 tháng 5 năm 1969, Tòa Thánh bổ nhiệm linh mục Henri Lemaître làm Tổng giám mục Hiệu tòa Tongres, Khâm sứ Tòa Thánh tại Việt Nam và Campuchia. Lễ tấn phong giám mục diễn ra hai tháng sau đó, vào ngày 20 tháng 7, do vị Chủ phong là Hồng y Leo Jozef Suenens, tổng giám mục Tổng giáo phận Mechelen, Bỉ, hai giám mục Phụ phong là Tổng giám mục Opilio Rossi, sứ thần Tòa Thánh tại Áo và giám mục Jules Victor Daem, giám mục chính tòa Giáo phận Antwerpen, Bỉ.
Sau khi bị trục xuất khỏi Việt Nam, Tòa Thánh sắp xếp cho Tổng giám mục Henri làm sứ thần Tòa Thánh tại Urganda ngày 19 tháng 12 năm 1975. Ngày 16 tháng 11 năm 1981, Tòa Thánh chấp thuận đơn từ nhiệm của ông.
Ngày 31 tháng 10 năm 1985, Tòa Thánh tái bổ nhiệm Tổng giám mục Henri Lemaître làm Sứ thần Tòa Thánh tại các nước Châu Âu: Phần Lan, Đan Mạch, Na Uy, Iceland, Thụy Điển.
Ngày 28 tháng 3 năm 1992, Tòa Thánh bổ nhiệm ông làm Tổng giám mục Sứ thần Tòa Thánh tại Hà Lan. Ông giữ chức nhiệm này đến ngày 8 tháng 2 năm 1997 thì Tòa Thánh cho về hưu.
Tổng giám mục Henri Lemaître qua đời ngày 20 tháng 4 năm 2003, thọ 82 tuổi.